# Allocareproctus kallaion
Allocareproctus kallaion és una espècie de peix pertanyent a la família dels lipàrids.

## Descripció
- Fa 19,5 cm de llargària màxima.[5]

## Hàbitat
És un peix marí i batidemersal que viu entre 278 i 458 m de fondària.

## Distribució geogràfica
Es troba al Pacífic nord-oriental: les illes Aleutianes.

## Observacions
És inofensiu per als humans.